# Czertanowka
Czertanowka (ros. Чертановка) – wieś (sieło) w Rosji, w obwodzie uljanowskim, w rejonie kuzowatowskim. W 2010 liczyła 435 mieszkańców.